# La abadía del crimen
La abadía del crimen je hra pro počítače Sinclair ZX Spectrum, Amstrad CPC, MSX a PC (MS-DOS). Autory hry jsou Paco Menéndez a Juan Delcán, hra byla vydána společností Opera Soft v roce 1987. Později byly vydány remaky pro počítače PC s MS Windows a pro platformu Java. Téma hry vychází z románu Jméno růže.
Varianta po MS-DOS využívá druhou paletu grafických karet CGA, kvůli čemuž je méně atraktivnější než varianta pro Amstrad CPC, přestože obě varianty používají stejný počet barev.